# Hemiterpenos

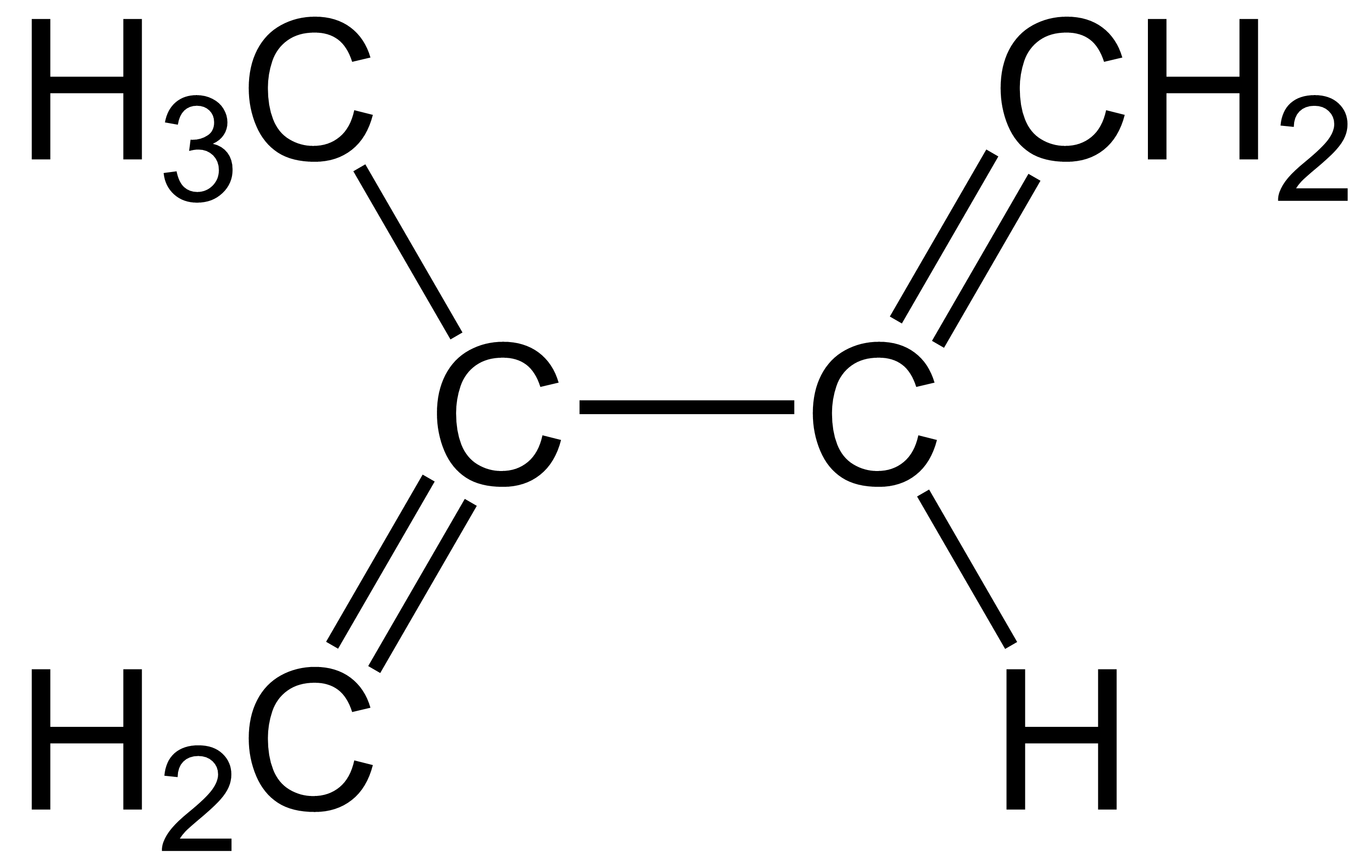
Estructura química del isopreno.

Los hemiterpenoides son los terpenoides más pequeños. Constan de una sola unidad de isopreno (5 carbonos). Casi nunca se encuentran libres en la naturaleza, pero son componentes importantes de varios metabolitos secundarios. 
El hemiterpenoide más conocido es el isopreno mismo, un producto volátil que se desprende de los tejidos fotosintéticamente activos. El isopreno se forma a partir de los dos hemiterpenos presentes en los seres vivos, el dimetilalilpirofosfato (DMAPF) y su isómero isopentenil pirofosfato (IPPF). Estos pueden unirse entre sí para dar lugar a otros terpenos, pero también se combinan con otras moléculas no terpenoides para originar compuestos conocidos como meroterpenoides. Entre este tipo de moléculas se cuentan algunas cumarinas y quinonas, como la humulona, responsable del sabor amargo del lúpulo. También pertenecen a este grupo varios flavonoides, numerosos alcaloides indólicos y algunos antibióticos.
Los hemiterpenoides también se encuentran en otros tipos de biomoléculas derivadas de aminoácidos. Este es el caso del ácido isovalérico, presente en el aceite de valeriana y de la felinina, un componente de la secreción de las glándulas de gatos.